# میوکواین
میوکواین (به ژاپنی: 妙高院 みょうこういん) یکی از زنان ژاپنی در دوره آزوچی-مومویاما و دوره ادو بود. او دومین دختر ماتسودایرا نوبویاسو (پسر توکوگاوا ایه‌یاسو بود. مادر او توکوهیمه نام داشت و دختر ارشد اودا نوبوناگا بود.